# Z ciszą pośród czterech ścian
Z ciszą pośród czterech ścian – singel pochodzący z debiutanckiego solowego albumu Anny Wyszkoni pt. Pan i Pani z 2009 roku. Autorem muzyki do piosenki jest Mikis Cupas, natomiast słowa napisała sama wykonawczyni. Premiera teledysku odbyła się 24 września 2009.

## Notowania
| Lista                       | Pozycja |
| --------------------------- | ------- |
| POPLista RMF FM             | 1       |
| Szczecińska Lista Przebojów | 9       |
| Radio Bielsko               | 1       |
| RDN Małopolska              | 1       |
| Wietrzne Radio              | 2       |